# 北西騎馬警官隊
『北西騎馬警官隊』（ほくせいきばけいかんたい、原題: North West Mounted Police）は、1940年に公開された、セシル・B・デミル監督・製作、ゲイリー・クーパー主演による歴史映画。同時に2人にとっては初の三原色法テクニカラー作品でもある。
北西騎馬警察（現・王立カナダ騎馬警察）設立100周年記念に因み当時まだまだ希少価値だったテクニカラーは光の三原色である赤＝制服、緑＝森林、青＝スペリオル湖が充分に活かされるから題材にうってつけ、パラマウント創立者の一員でもあり実業家兼銀行家でもあったデミルらしい観客の心を掴む心憎い商法である。なお、当時のテクニカラーキャメラは3本のネガフィルムを同時に使う贅沢な機材で1台が500kg、前年度の『風と共に去りぬ』のアトランタ炎上場面では全米に7台しかなかったと記憶されている。

## ストーリー
1885年、カナダではインディアンとフランスからの入植者との間に生まれた混血児＝メティスたちがイギリス政府の統治を快しとせず反乱軍を組織し地元インディアン（今で言うネイティブアメリカン）と組んで女王陛下直結の騎馬警官隊に戦いを挑もうとしていた(メティの一人で指導者ルイ・リエルにちなみ、「リエルの反乱」と呼ばれる。史実)。メティスのリーダー（ジョージ・バンクロフト）は合衆国騎兵隊から兵士を射殺して奪い盗った回転式連発銃＝ガトリング砲をカナダまで運び入れた。だがテキサス・レンジャーのダスティ・リバース（ゲイリー・クーパー）が強盗及び殺人犯逮捕を目的に国境を越えてカナダ騎馬警官隊の砦に到着、美しい女医（マデリーン・キャロル）をめぐって騎馬警官隊軍曹（プレストン・フォスター）といがみ合いながらも協力しメティス反乱軍を壊滅に追い込む痛快作であり同じメティスでも親友同士（エイキム・タミロフとリン・オバーマン）が敵味方に分かれて戦う皮肉や女医の弟でもある若き騎馬警官隊員（ロバート・プレストン）とメティス側の毛皮商を営む娘（ポーレット・ゴダード）の恋を絡めて描くスペクタクル活劇。

## キャスト
※括弧内は日本語吹替（初回放送1968年12月29日『日曜洋画劇場』）
- ダスティ・リバース：ゲイリー・クーパー（黒沢良）
- ルヴェット・コルボー：ポーレット・ゴダード（増山江威子）
- エイプリル・ローガン：マデリーン・キャロル（山崎左度子）
- ジム・ブレット軍曹：プレストン・フォスター（仁内達之）
- ジャック・コルボー：ジョージ・バンクロフト（森山周一郎）
- ロニー・ローガン：ロバート・プレストン（山田康雄）
- ダン・デュロック：エイキム・タミロフ
- トッド・マクダフ：リン・オバーマン
- デュモン：ロバート・ライアン
- ビッグ・ベア：ウォルター・ハムデン
- ショーティ：ロン・チェイニー・Jr
- キャボット警部：モンタギュー・ラヴ
- ルイ・リエル：フランシス・マクドナルド

## アカデミー賞ノミネーション
| 賞           | 部門                 | 候補                                        | 結果       |
| ------------ | -------------------- | ------------------------------------------- | ---------- |
| アカデミー賞 | 撮影賞（カラー）     | W・ハワード・グリーン ヴィクター・ミルナー  | ノミネート |
| アカデミー賞 | 作曲賞               | ヴィクター・ヤング                          | ノミネート |
| アカデミー賞 | 室内装置賞（カラー） | ローランド・アンダーソン ハンス・ドライヤー | ノミネート |
| アカデミー賞 | 編集賞               | アン・ボーチェンズ                          | 受賞       |
| アカデミー賞 | 録音賞               | ローレン・L・ライダー                       | ノミネート |